# مؤسسة التليف الكيسي
مؤسسة التليف الكيسي (بالإنجليزية: Cystic Fibrosis Foundation)‏ وتعرف اختصارًا CFF، هي منظمة غير ربحية منظمة 501 في الولايات المتحدة أُنشئت لتوفير وسائل علاج ومكافحة التليف الكيسي. تُوفر المؤسسة معلوماتٍ حول التليف الكيسي وتمول أبحاثًا حوله، والتي تهدف لتحسين نوعية حياة الأشخاص المصابين بهذا المرض. تشارك المؤسسة أيضًا في الضغط التشريعي للتليف الكيسي.

## روابط خارجية
- الموقع الرسمي
- Cystic Fibrosis Foundation Marks 50 Years in the Fight Against Cystic Fibrosis